# Mosquée Sidna Ali
La mosquée Sidna 'Ali (en arabe : مسجد سيدنا علي, Masjid Sidna 'Ali,  en hébreu : מסגד סידנא עלי, Misgad Sidna Ali) est une mosquée située dans le village d'al-Haram (en) dans la partie nord de Herzliya, en Israël. En plus du culte, elle sert aussi d'école religieuse.

## Historique
L'édifice se trouve près de la tombe d'un saint de la région, Ali b. Alim, mort en 1081. Ali est décrit comme un grand savant et un faiseur de miracles par le biographe de Baybars, Muhyi al-Din, mort en 1292. Selon un écrit de Mujir al-Din (en) publié vers 1496, Baybars visite la mosquée en 1265. Baybars y aurait prié pour sa victoire avant de reprendre la ville d'Arsuf des mains des croisés. Une fête annuelle est célébrée à la mosquée chaque année depuis le XVe siècle jusque dans les années 1940.
L'édifice actuel comporte des éléments de construction et de restauration de différentes époques, bien qu'aucun ne date d'avant le XVe siècle. La partie décrite comme la plus ancienne dans les années 1950 a aujourd'hui disparu. Le minaret, détruit par un bombardement naval pendant la Première Guerre mondiale, a depuis été reconstruit. D'importants travaux de restauration ont lieu en 1926, dans les années 1950 et en 1991-92.